# 太三郎狸

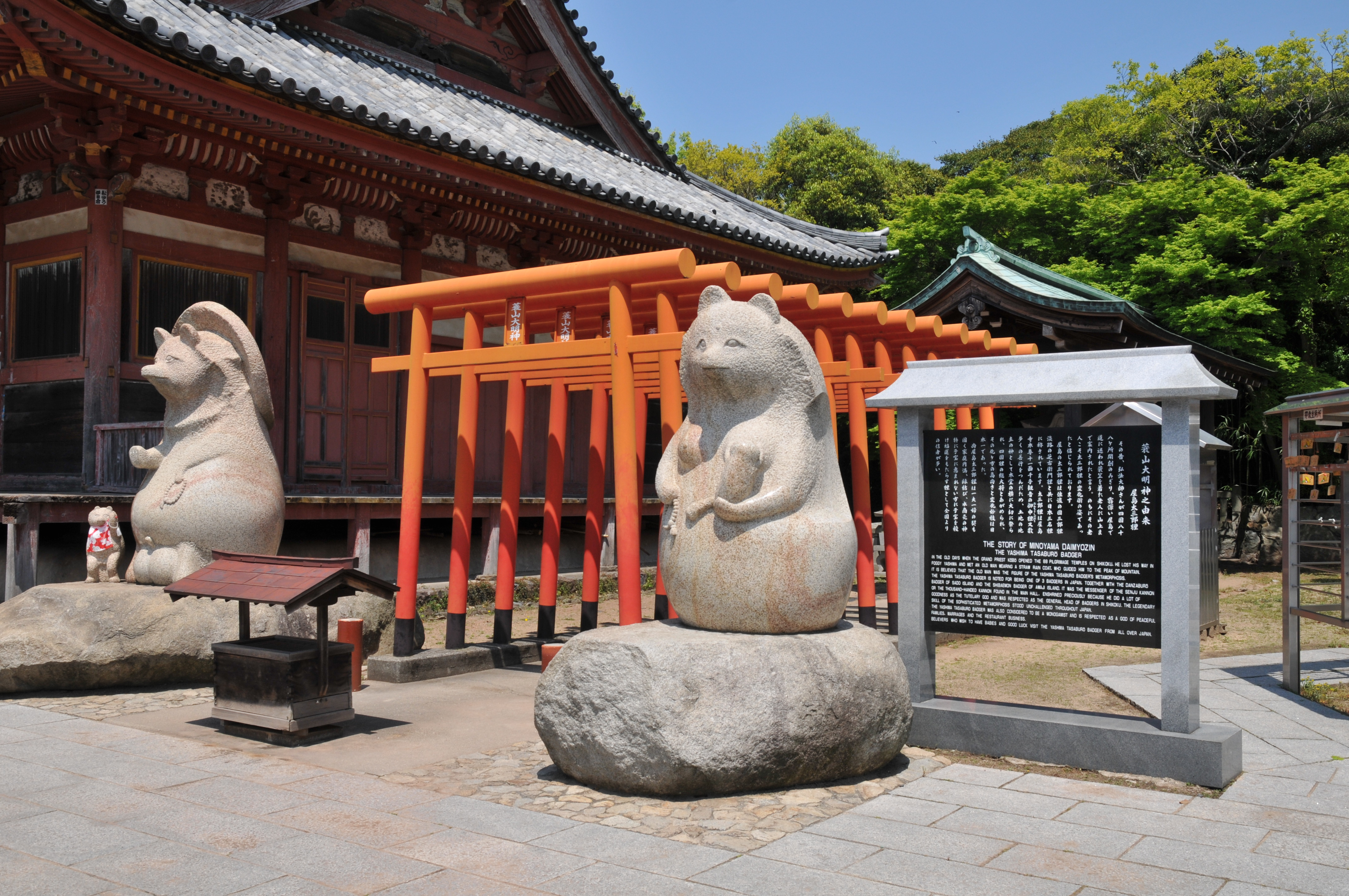
屋島寺境内の蓑山大明神

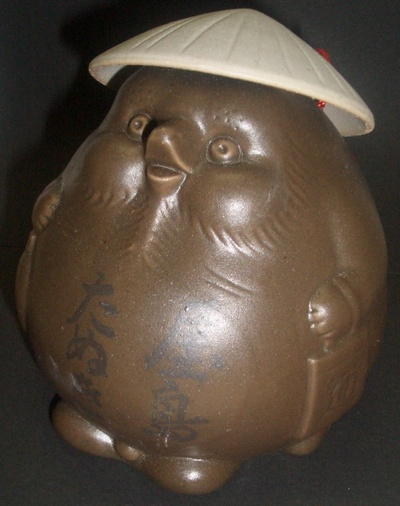
屋島狸の酒徳利

太三郎狸（たさぶろうたぬき、たさぶろうだぬき）は、香川県高松市屋島に伝わる狸の守り神。山上の四国八十八箇所霊場第84番札所、屋島寺の「蓑山大明神由来」の説明板は、「屋島太三郎狸（やしまのたさぶろうたぬき）」である。伝説や民俗学に関する文献類では、「屋島の禿狸（やしまのはげだぬき）」と表記され、太三郎狸の通称とされている。佐渡の団三郎狸、淡路の芝右衛門狸と共に、日本三名狸とされている。また、アニメーション映画『平成狸合戦ぽんぽこ』でも知られる。

## 伝説
その昔、あるタヌキが矢傷で死にかけたところを平重盛に助けられ、恩義から平家の守護を誓った。その子孫が太三郎狸といわれる。
平家の滅亡後は太三郎狸は屋島に住みつき、屋島に戦乱や凶事が起きそうなときはいち早く屋島寺住職に知らせたといい、そうした経緯で太三郎狸は屋島寺の守護神となった。その変化妙技は日本一と称され、やがて四国の狸の総大将の位にまで上り詰めた。大寒になると300匹の眷族が屋島に集まり、太三郎狸はかつて自分が見た源義経の八艘飛びや弓流しといった源平合戦の様子を幻術で見せたという。また屋島寺の住職が代替わりする際にも、寺内の庭園「雪の庭」を舞台とし、合戦の模様を住職の夢枕で再現してきたという。
屋島寺は唐の僧である鑑真による開創と伝えられるが、伝説ではその際に盲目のために難儀する鑑真を、太三郎狸が案内したといわれる。また空海（弘法大師）が四国八十八箇所の霊場を開創した頃、霧の深い山中で道に迷った空海を、老人に化けた太三郎狸が案内したともいう。鑑真や空海に感銘を受けた太三郎狸は狸の徳を高めるべく、屋島に教育の場を設け、全国から集まった若いタヌキたちに勉学を施していたともいう。
こうした空海などにまつわる伝説については、タヌキは野生や森、森の生物に神を見る古くからの信仰の象徴であり、そうした信仰と仏教が結びついたのであり、太三郎狸の伝説は神と仏の共存が開かれたことを示しているとの見方もある。
後に太三郎狸は猟師に撃たれて命を落とすが、死後の霊は阿波（後の徳島県）に移り棲み、人に憑くようになった。嘉永年間には阿波郡林村（現・阿波市）の髪結いの女性に憑き、吉凶を予言したり、狸憑きを落としていたといわれる。
また、江戸時代末期に起きたというタヌキたちの大戦争・阿波狸合戦の際、日開野村（後の小松島市）のタヌキが人に憑いて語ったところによれば、合戦で金長狸と六右衛門狸が相討ちとなった後、双方の2代目同士によって弔い合戦が行なわれようとしたところ、太三郎狸の仲裁によって事が収まったという。後に日清戦争・日露戦争では、太三郎狸は多くの子分たちと共に満州へ出征して活躍したといい、大量のアズキの粒を兵士に変えて敵陣に向かわせ、日本軍に勝利をもたらしたともいう。

## 信仰・文化
太三郎狸は屋島寺の本尊である千手観音菩薩の御用タヌキとして善行を積んだことから、現在は「蓑山大明神」の法名で、屋島寺に土地の氏神として祭祀されている。寺には太三郎狸と、子供のタヌキに乳を与える妻の大きな石像が鎮座している。
タヌキの習性は一夫一婦制とされることから、蓑山大明神は夫婦円満、家庭円満、縁結びの神とされる。また商売繁盛、水商売の神でもあり、子宝や福運をもたらすともいわれ、全国からの信者も多く、寺の本堂横の「蓑山塚」には、参拝者の残したタヌキの置き物が多く置かれている。納経所では「仲良しお目出た狸」というお守りが授与されている。
1985年（昭和60年）に出版された、井上ひさし著の小説『腹鼓記』では、狸世界唯一の綜芸種智院大学の学長、四国狸一万余匹を統べる「屋島ノ禿狸」として登場する。
1994年（平成6年）にスタジオジブリで制作された、アニメーション映画『平成狸合戦ぽんぽこ』のキャラクターである「太三朗禿狸」のモデルとなったことでも知られる。
2005年（平成17年）から毎年夏に、屋島山上で「さぬき満月まつり」が開催され、太三郎狸伝説にちなんで作られたコミカルな踊りが披露されている。
2014年（平成26年）11月に、屋島寺付近で2匹の子ダヌキが頻繁に姿を見せ、太三郎狸にちなんで「太郎」「三郎」と名付けられ、地域住民や観光客の人気を呼んでいる。